# Réseau Vert
Réseau Vert (česky Zelená síť) je projekt v Paříži na vytvoření trvalé sítě ulic vyhrazené chodcům, cyklistům a jezdcům na kolečkových a inline bruslích. Přístup pro automobily bude povolen s omezenou rychlostí pouze místním obyvatelům, dopravcům, vozům zásobování, taxi a zásahovým vozidlům. Cílem tohoto projektu, který vyvíjí od roku 1991 sdružení stejného jména, je získat síť přibližně 140 km ve všech obvodech Paříže. I když se projekt dostal do programu ve volbách na jaře roku 2001, nepodařilo se jej rychle zrealizovat. První práce proběhly od října 2006 do března 2007 a představovaly úsek od křižovatky ulic Rue Réaumur a Rue Saint-Denis ke křižovatce Rue René-Boulanger a Rue Taylor ve 2. obvodu, tj. jen asi 800 metrů.